# Burgstall Starkertshofen
Der Burgstall Starkertshofen ist eine abgegangene frühmittelalterliche Höhenburg in Starkertshofen, einem Gemeindeteil des Marktes Reichertshofen im Landkreis Pfaffenhofen an der Ilm von Bayern. Die Anlage wird als Bodendenkmal unter der Aktennummer D-1-7334-0171 als „Burgstall des Mittelalters“ geführt.

## Lage
Der Burgstall liegt in Höhenlage auf 403 m ü. NHN 120 m südwestlich der Filialkirche St. Jakobus in Starkertshofen. Im Urkataster von Bayern ist eine in etwa dreieckige Anlage zu erkennen, sie erstreckt sich 120 m in Nordwest-Südost-Richtung und 140 m in Südwest-Nordost-Richtung und sie bildet einen 14 m hohen Buckel. Die Anlage ist teils mit Wald, teils mit einer Wiese bestanden.